# علاءالدین (فیلم ۱۹۹۲)
علاءالدین (به انگلیسی: Aladdin) پویانمایی‌ای موزیکال کمدی ۹۰ دقیقه‌ای به کارگردانی ران کلمنتس و جان ماسکر با بازی اسکات وینگر محصول کشور ایالات متحده آمریکا است که توسط والت دیزنی پیکچرز منتشر شد. این فیلم، سی‌ویکمین پویانمایی دیزنی و بر اساس داستانی به همین نام از هزار و یک شب است. اسکات وینگر، رابین ویلیامز، لیندا لارکین، جاناتان فریمن و فرانک ولکر از صداپیشگان این انیمیشن هستند. در این فیلم شخصیت علاءالدین، غول چراغ جادو، میمون دست آموز علاءالدین و پرنسس وجود دارند.
پیش از آنکه جفری کاتزنبرگ، رئیس وقت استودیو دیزنی، با ساخت انیمیشن موافقت کند، فیلم‌نامه سه پیش‌نویس را پشت سرگذاشت. موسیقی توسط آلن منکن ساخته‌شد و شامل شش ترانه بود. علاءالدین در ۲۵ نوامبر ۱۹۹۲ اکران شد و با نقد مثبت منتقدان و موفقیت در گیشه همراه بود. فیلم بیش از ۵۰۴ میلیون دلار فروش رفت و تبدیل به پرفروش‌ترین فیلم سال ۱۹۹۲ شد. علاءالدین اولین انیمیشنی بود که بیش از نیم میلیارد دلار فروش رفت و تا سال ۱۹۹۴، پیش از اینکه شیرشاه اکران شود، پرفروش‌ترین انیمیشن تمام ادوار بود. این فیلم موفق به دریافت دو جایزه اسکار، دو جایزه گلدن گلوب و یک جایزه گرمی شد.

## داستان
یک تاجر چراغی را که برای فروش است به بینندگان نشان می‌دهد و شروع به گفتن داستان می‌کند.
جعفر، وزیر سلطنتی شهر خیالی آگرابا، به دنبال چراغی است که در غار عجایب پنهان شده است. به او گفته می‌شود که فقط یک نفر شایسته ورود است: «الماس نتراشیده»، که جعفر بعدها او را به عنوان علاءالدین، یک کودک خیابانی اگرابه شناسایی می‌کند. در همین حال، پرنسس جاسمین آگرابا از اینکه قانون او را مجبور می‌کند به جای ازدواج با عشقش، با یک شاهزاده ازدواج کند ناراحت می‌شود. او از قصر فرار می‌کند و علاءالدین و اَبو، میمون حیوان خانگی‌اش را ملاقات می‌کند که او را از دست یک تاجر عصبانی نجات می‌دهند. سپس نگهبانان کاخ علاءالدین را به دستور جعفر دستگیر کردند. یاسمین برای آزادی علاءالدین با جعفر روبرو می‌شود اما او به دروغ می‌گوید علاءالدین را اعدام کرده‌اند.
جعفر در لباس پیرمردی علاءالدین و ابو را آزاد می‌کند و آنها را به غار می‌آورد و به آنها دستور می‌دهد که چراغ را پس بگیرند. علاءالدین پس از اینکه به او گفته شد به چیزی جز چراغ دست نزند، یک قالیچه پرنده در داخل آن پیدا می‌کند و چراغ را به دست می‌آورد. ابو که قانون غار را فراموش می‌کند، جواهری می‌گیرد. علاءالدین، ابو و فرش با فروریختن غار برای فرار از غار عجله می‌کنند. علاءالدین چراغ را به جعفر می‌دهد و او و ابو را به داخل غار می‌اندازد، اما پیش از آن ابو چراغ می‌دزدد. علاءالدین که به دام افتاده است، لامپ را می‌مالد و با جنی که درون آن زندگی می‌کند ملاقات می‌کند. جن سه آرزوی علاءالدین را برآورده می‌کند. علاءالدین جن را فریب می‌دهد تا همه آنها را بدون استفاده از آرزو از غار آزاد کند، سپس از اولین آرزوی خود برای شاهزاده شدن برای جلب یاسمین استفاده می‌کند و قول می‌دهد که از آرزوی سوم خود برای رهایی جن از بردگی استفاده کند.
طوطی او یاگو به جعفر پیشنهاد می‌کند که با ازدواج با یاسمین سلطان شود. علاءالدین به عنوان «شاهزاده علی ابابوا» با میزبانی بزرگ به آگرابا می‌رسد، اما یاسمین وقتی دربارهٔ سرنوشت او با پدرش سلطان و جعفر بدون او صحبت می‌کند عصبانی می‌شود. علاءالدین برای عذرخواهی، یاسمین را بر روی فرش جادویی سوار می‌کند. وقتی او هویت واقعی او را استنباط می‌کند، او را متقاعد می‌کند که فقط برای فرار از استرس‌های زندگی سلطنتی لباس دهقانی می‌پوشد. پس از اینکه علاءالدین یاسمین را به خانه می‌آورد، نگهبانان قصر به دستور جعفر علاءالدین را دستگیر کرده و به دریا می‌اندازند. جن ظاهر می‌شود و علاءالدین را به قیمت آرزوی دومش نجات می‌دهد. علاءالدین به قصر بازمی‌گردد و نقشه شیطانی جعفر را افشا می‌کند. جعفر پس از مشاهده لامپ و در نتیجه کشف هویت واقعی علاءالدین فرار می‌کند.
علاءالدین از ترس اینکه در صورت فاش شدن حقیقت، یاسمین را از دست بدهد، عهد خود را زیر پا می‌گذارد و از آزادی جن سرباز می‌زند. یاگو چراغ را می‌دزدد و جعفر استاد جدید جن می‌شود. او از دو آرزوی اول خود برای تبدیل شدن به سلطان و قدرتمندترین جادوگر جهان استفاده می‌کند. سپس هویت علاءالدین را فاش می‌کند و او، ابو و فرش را به یک زمین بایر یخ زده تبعید می‌کند، اگرچه آنها فرار می‌کنند. یاسمین سعی می‌کند به علاءالدین کمک کند تا چراغ را پس بگیرد، اما جعفر متوجه می‌شود و با جادوی خود بر قهرمانان چیره می‌شود. علاءالدین جعفر را به دلیل قدرت کمتر از جن طعنه می‌زند و جعفر را فریب می‌دهد تا از آخرین آرزوی خود برای تبدیل شدن به یک جن قدرتمند استفاده کند. جعفر که اکنون به چراغ جدیدش بسته شده، در نهایت در داخل آن گیر افتاده و یاگو را با خود می‌برد. سپس جن، چراغ جعفر را به دور از صحرا پرتاب می‌کند، به این امید که جعفر را به غار عجایب تبعید کند.
با بازگشت آگرابا به حالت عادی، جن به علاءالدین توصیه می‌کند که از سومین آرزوی خود برای به دست آوردن عنوان سلطنتی خود استفاده کند، تا قانون به او اجازه دهد با یاسمین بماند. علاءالدین در عوض تصمیم می‌گیرد به قول خود عمل کند و جن را آزاد می‌کند. سلطان با درک نجابت علاءالدین، قانون را تغییر می‌دهد تا به یاسمین اجازه دهد با کسی که انتخاب می‌کند ازدواج کند. جن با گروه خداحافظی می‌کند و برای کشف جهان می‌رود، در حالی که علاءالدین و یاسمین زندگی جدید خود را با هم آغاز می‌کنند.

## مجموعه تلویزیونی
بر اساس این فیلم سریالی در سال‌های ۹۴ تا ۹۵ ساخته و پخش شده است. این سریال در سه فصل پخش شده است. مدت زمان هر قسمت ۲۰ دقیقه است.

## نژادپرستی
این پویانمایی به خاطر نمایش تصویرهای کلیشه‌ای و توهین آمیز از خاورمیانه و آسیا مورد انتقاد قرار گرفت. موسیقی متن پرطرفدار این فیلم (شب‌های عربی) و ترانه «دنیایی کاملاً نو» که هر دو برنده جایزه اسکار بودند در واقع نسخه ویرایش شده ترانه‌ای است که همراه با فیلم در سینماها پخش می‌شد. در مصرع نخست ترانه «شب‌های عربی» کشورهای عربی جایی توصیف می‌شوند که «اگر از چهره شما خوششان نیاید گوشتان را می‌برند و خب کاریش هم نمیشه کرد چون اینجا خونه آدمه». از دید جک شاهین (از منتقدان بدنگاری اعراب توسط هالیوود) و کمیته مبارزه با تبعیض اعراب آمریکایی، دو قهرمان اصلی فیلم (علاءالدین و یاسمین) هر دو، رنگ پوستی روشن‌تر و اروپایی، و بازاریان نیز لهجه‌ای عربی و چهره‌های بی‌تناسب و معیوبی با مردم عرب دارند. این تصاویر، کلیشه سازی‌های منفی را تقویت کرده و بر طرز فکر نسل‌های بعدی تأثیر منفی برجا می‌گذارند. برای نمونه، بر اساس یک نظرسنجی در سال ۲۰۱۵، ۳۰ درصد رای‌دهندگان به حزب جمهوری‌خواه آمریکا از بمباران عقربه (اَگرابا) حمایت می‌کردند. پس از اعتراضات، در سال ۱۹۹۳ دیزنی، نسخه ویدئویی فیلم را با تغییر متن ترانه «شب‌های عربی» عرضه کرد.

## صداپیشگان
- اسکات وینگر - علاءالدین
- جاناتان فریمن - جعفر
- رابین ویلیامز - جینی (غول چراغ)
- لیندا لارکین - پرنسس یاسمن
- فرانک ولکر - آبوی میمون
- فرانک ولکر - آبوی فیل
- فرانک ولکر - راجا، ببر پرنسس یاسمن
- گیلبرت گوتفرید - یاگو، طوطی جعفر
- جیم کامینگز - رزول، نگهبان قصر سلطان
- جیم کامینگز - سیب‌فروش
- رابین ویلیامز - دست‌فروش
- جک انجل - صداهای بیشتر
- جنیفر دارلینگ - صداهای بیشتر
- دبی دری‌بری - دختر حرم
- فیلیپ پراکتر - صداهای بیشتر

## دنباله‌ها
- بازگشت جعفر (۱۹۹۴)
- علاءالدین (مجموعه تلویزیونی)
- علاءالدین و شاه دزدان (۱۹۹۶)
- علاءالدین (۲۰۱۹)